# 보리스 델로네
보리스 니콜라예비치 델로네(러시아어: Бори́с Никола́евич Делоне́, 우크라이나어: Бори́с Микола́йович Делоне́ 보리스 미콜라요비치 델로네[*], 프랑스어: Boris Delaunay 보리스 들로네[*], 1890년 3월 15일~1980년 7월 17일)는 러시아의 수학자이자 산악인이다.

## 생애
1890년 3월 15일 (율리우스력 3월 3일) 상트페테르부르크에서 태어났다. 델로네 가문은 나폴레옹 전쟁 동안 러시아에 이민한 프랑스군 장교로부터 유래하였다. 델로네의 아버지 니콜라이 보리소비치 델로네(러시아어: Никола́й Бори́сович Делоне́)는 상트페테르부르크 대학교의 물리학 교수였으며, 어머니는 나데자 알렉산드로브나(러시아어: Наде́жда Алекса́ндровна)였다.
델로네의 고등학교 시절에 델로네 가족은 키예프로 이사하였다. 1908년에 키예프 대학교에 입학하였으며, 1916년에 박사 학위를 수여받은 뒤 1916년에 키예프 대학교 연구원이 되었다.
1922년에 상트페테르부르크로 이사하여 1922년~1935년 동안 상트페테르부르크 대학교의 교수로 있었다. 1935년에 모스크바로 이사하여, 모스크바 대학교 교수가 되었다.
전공인 수학 밖에도, 델로네는 열성적인 산악인이었으며, 알타이산맥을 등반하는 것을 즐겼다. 알타이산맥에서 세 번째로 높은 봉인 델로네 봉(러시아어: Пик Делоне, 4070 미터)은 델로네의 이름을 따 명명되었다.
1960년에 모스크바 대학교에서 은퇴하였으며, 1980년 7월 17일에 모스크바에서 사망하였다.